# Vara Blanca
Varablanca (a menudo también escrito como Vara Blanca) es el quinto distrito del cantón de Heredia, en la provincia de Heredia, de Costa Rica. Se encuentra separado geográficamente de los demás distritos del cantón.

## Historia
Varablanca fue creado el 5 de julio de 1971 por medio de Decreto 1819-G. Segregado de distritos Puerto Viejo y Dulce Nombre de Jesús.

## Ubicación
Se encuentra a 30 km al norte de la ciudad de Heredia, en un paso intermontano entre los macizos de los volcanes Poás y Barva (denominado Depresión del Desengaño). Tiene una posición estratégica en la carretera que comunica la zona norte del país con el Valle Central.  

## Geografía
Varablanca cuenta con un área de 258,17 km² y una altitud media de 1804 m s. n. m.
Es uno de los distritos más grandes de su provincia. Varablanca está constituido básicamente por el sector herediano de la Cordillera Volcánica Central, siendo su punto culminante el volcán Barva (2906 m s. n. m.). En este distrito se encuentran algunas de las cimas más importantes de dicha cordillera, entre las que destacan el Cerro Gongolona (2560 m s. n. m.), el extinto Volcán Cacho Negro (2250 m s. n. m.) y el Cerro Achiotillal (1882 m s. n. m.). El distrito también posee una parte del parque nacional Braulio Carrillo, en sus secciones más montañosas y elevadas. 
El río más importante es el Sarapiquí, con mucho el más extenso de la provincia de Heredia con una longitud total de 85 km, de los cuales, alrededor de 10 km transcurren por Varablanca y el resto por el cantón de Sarapiquí hasta desembocar en el Río San Juan en Nicaragua

## Demografía
Para el año 2022, Varablanca cuenta con una población estimada de 772 habitantes, y para el último censo efectuado, en 2011, Varablanca contaba con una población de 700 habitantes.
Posee una de las densidades demográficas más bajas registradas a nivel nacional.

## Localidades
- Poblados: Jesús María, Legua, Legua de Barva, Montaña Azul, San Rafael (Monte de la Cruz) Virgen del Socorro (parte).

## Transporte

### Carreteras
Al distrito lo atraviesan las siguientes rutas nacionales de carretera:
- Ruta nacional 120
- Ruta nacional 126